# Happy Monster Band
Happy Monster Band è una serie televisiva animata per bambini in età prescolare americana trasmessa su Playhouse Disney dal 1º ottobre 2007 al 28 ottobre 2008. La serie è stata creata da Don Carter e prodotta da Kickstart Productions. Il programma parla di un gruppo di mostri musicisti che eseguono canzoni sull'amicizia, l'amore, l'esercizio fisico, le faccende domestiche e altri temi prescolari.

## Personaggi
- Frred: è uno dei cantanti solisti della band e suona la chitarra elettrica. Doppiato in originale da Rob Cantor.
- CI-A-O (L.O.): è il cantante più grande della band e suona il basso. Doppiato in originale da Zubin Sedghi.
- Bluz è il terzo membro maschio della band, suona la tastiera ed ha quattro gambe. È il membro più giovane del gruppo. Doppiato in originale da Jake T. Austin.
- Ink: è l'unica femmina presente nella band e suona la batteria elettronica. Ha tre occhi. Doppiato in originale da Hannah Leigh.
- Rock e Roll (Roc and Raoul): formano un mostro a due teste e sono i presentatori dello spettacolo.
- Re, Mi e Fa (La, Dee and Da): sono i tre giudici che valutano le esibizioni una volta terminate.